# Sophie-Amélie de Brunswick-Calenberg
Titres
Reine consort de Danemark et de Norvège
28 février 1648 – 9 février 1670
(21 ans, 11 mois et 12 jours)
Princesse héritière consort de Danemark et de Norvège
2 juin 1647 – 28 février 1648
(8 mois et 26 jours)
Sophie-Amélie de Brunswick-Lunebourg (en allemand : Sophie Amalie von Braunschweig-Calenberg), née le 24 mars 1628 à Herzberg (Principauté de Lunebourg) et morte le 20 février 1685 à Copenhague (Royaume de Danemark et de Norvège), est reine consort de Danemark-Norvège comme épouse du roi Frédéric III de Danemark. 

## Biographie
Fille de Georges de Brunswick-Calenberg et d'Anne-Éléonore de Hesse-Darmstadt, le 18 octobre 1643, elle épouse à Glückstadt Frédéric III de Danemark.
Ils ont huit enfants :
- Christian V (15 avril 1646 – 26 août 1699)
- Anne-Sophie (1er septembre 1647 – 1er juillet 1717), mariée le 9 octobre 1666 à Jean-Georges III, électeur de Saxe
- Frédérique-Amélie (11 avril 1649 – 30 octobre 1704), mariée le 24 octobre 1667 au duc Christian-Albert de Holstein-Gottorp, (1641-1695)
- Wilhelmine-Ernestine (21 juin 1650 – 22 avril 1706), mariée le 20 septembre 1671 à Charles II, électeur palatin
- Frédéric (11 octobre 1651 – 14 mars 1652)
- Georges (2 avril 1653 – 28 octobre 1708), marié le 28 juillet 1683 à la reine Anne de Grande-Bretagne
- Ulrique-Éléonore (11 septembre 1656 – 26 juillet 1693), mariée le 6 mai 1680 au roi Charles XI de Suède
- Dorothée (16 novembre 1657 – 15 mai 1658)